# Montholon
Montholon község Franciaország Burgundia-Franche-Comté régiójában, Yonne megyében. Új községként 2017. január 1-jén jött létre Aillant-sur-Tholon, Champvallon, Villiers-sur-Tholon és Volgré község egyesítésével. A korábbi községek egyesülésekor az új község lélekszáma 2913 fő lett. Lakosainak száma 2730 fő (2022. január 1.).

## Népesség
| Lakosok száma | 2913 | 2908 | 2866 | 2866 | 2856 | 2814 | 2772 | 2730 |
|               | 2013 | 2015 | 2017 | 2018 | 2019 | 2020 | 2021 | 2022 |